# ضيائية إشعاعية

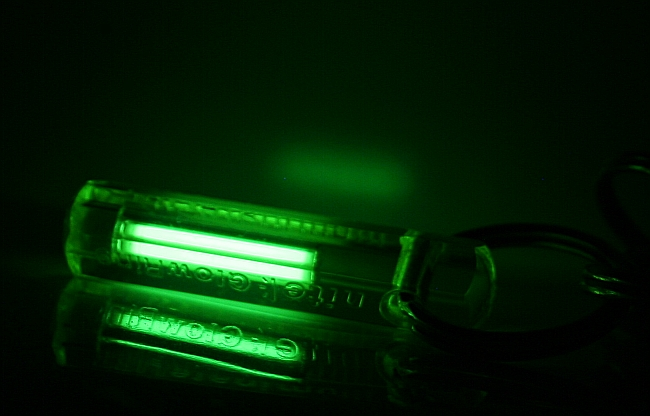
غاز التريتيوم مع سلسلة المفاتيح وهي تضيء

الضيائية الإشعاعية هي ظاهرة تُنتج الضّوء في المواد نتيجة تعرضها للإشعاعات المؤيّنة، مثل جسيمات بيتا. تُستخدم هذه الظاهرة في تطبيقات متعددة، منها علامات مخارج الطوارئ، حيث أنها تنتج الضوء لفترات طويلة دون إلى مصادر طاقة خارجية.
في الماضي، كان يُستخدم الطلاء الإشعاعي في ساعات اليد لمساعدة الأشخاص على معرفة الوقت في الظلام.
تُستخدم الضيائية الإشعاعية في مجموعة متنوعة من التطبيقات المتقدمة والعملية في العديد من المجالات. إليك بعض الأمثلة البارزة:
### 1. **التصوير الطبي**
- **الأشعة السينية (X-ray) والتصوير المقطعي المحوسب (CT scans):** تُستخدم الضيائية الإشعاعية للكشف عن التغيرات في الأنسجة والأعضاء داخل الجسم. التصوير الإشعاعي يمكن الأطباء من تشخيص الأمراض والإصابات بدقة عالية.
### 2. **البحث العلمي**
- **تحليل المواد:** في الفيزياء والكيمياء، تُستخدم الأشعة السينية والضيائية الإشعاعية لدراسة التركيب الداخلي للمواد وتحليل البنية البلورية.
- **الفلك:** تُستخدم الضيائية الإشعاعية في علم الفلك لرصد وتحليل الأشعة القادمة من النجوم والمجرات.
### 3. **الأمن والسلامة**
- **أنظمة التفتيش الأمنية:** تُستخدم الأجهزة التي تعتمد على الضيائية الإشعاعية في المطارات والمرافق الأمنية لفحص الأمتعة والكشف عن المواد الخطرة.
- **الكشف عن التهريب:** تُستخدم تقنية التصوير بالأشعة للكشف عن البضائع المهربة في الحاويات والشاحنات.
### 4. **الصناعة**
- **التصوير غير المدمر (NDT):** تُستخدم تقنيات الضيائية الإشعاعية لفحص المنتجات الصناعية والتأكد من جودتها وسلامتها بدون التسبب في أي ضرر.
- **المراقبة والإصلاح:** تُستخدم في فحص الأنابيب والهياكل الصناعية للكشف عن أي تشققات أو عيوب.
### 5. **البيئة والطاقة**
- **الكشف عن التلوث:** تُستخدم الضيائية الإشعاعية في تحليل تلوث الهواء والماء والتربة.
- **الطاقة النووية:** تُستخدم في مراقبة العمليات داخل المفاعلات النووية لضمان التشغيل الآمن.
### 6. **التقنيات الحيوية**
- **دراسة الحمض النووي والبروتينات:** تُستخدم الضيائية الإشعاعية في دراسات البيولوجيا الجزيئية لفهم تركيب ووظائف الجزيئات الحيوية.
تساهم الضيائية الإشعاعية بشكل كبير في تقدم العلوم والتكنولوجيا، وتساعد في توفير حلول عملية لمشكلات متعددة في حياتنا اليومية. هل ترغب في استكشاف تطبيق محدد بعمق أكبر؟ تُستخدم الضيائية الإشعاعية في مجموعة متنوعة من التطبيقات المتقدمة والعملية في العديد من المجالات. إليك بعض الأمثلة البارزة:
### 1. **التصوير الطبي**
- **الأشعة السينية (X-ray) والتصوير المقطعي المحوسب (CT scans):** تُستخدم الضيائية الإشعاعية للكشف عن التغيرات في الأنسجة والأعضاء داخل الجسم. التصوير الإشعاعي يمكن الأطباء من تشخيص الأمراض والإصابات بدقة عالية.
### 2. **البحث العلمي**
- **تحليل المواد:** في الفيزياء والكيمياء، تُستخدم الأشعة السينية والضيائية الإشعاعية لدراسة التركيب الداخلي للمواد وتحليل البنية البلورية.
- **الفلك:** تُستخدم الضيائية الإشعاعية في علم الفلك لرصد وتحليل الأشعة القادمة من النجوم والمجرات.
### 3. **الأمن والسلامة**
- **أنظمة التفتيش الأمنية:** تُستخدم الأجهزة التي تعتمد على الضيائية الإشعاعية في المطارات والمرافق الأمنية لفحص الأمتعة والكشف عن المواد الخطرة.
- **الكشف عن التهريب:** تُستخدم تقنية التصوير بالأشعة للكشف عن البضائع المهربة في الحاويات والشاحنات.
### 4. **الصناعة**
- **التصوير غير المدمر (NDT):** تُستخدم تقنيات الضيائية الإشعاعية لفحص المنتجات الصناعية والتأكد من جودتها وسلامتها بدون التسبب في أي ضرر.
- **المراقبة والإصلاح:** تُستخدم في فحص الأنابيب والهياكل الصناعية للكشف عن أي تشققات أو عيوب.
### 5. **البيئة والطاقة**
- **الكشف عن التلوث:** تُستخدم الضيائية الإشعاعية في تحليل تلوث الهواء والماء والتربة.
- **الطاقة النووية:** تُستخدم في مراقبة العمليات داخل المفاعلات النووية لضمان التشغيل الآمن.
### 6. **التقنيات الحيوية**
- **دراسة الحمض النووي والبروتينات:** تُستخدم الضيائية الإشعاعية في دراسات البيولوجيا الجزيئية لفهم تركيب ووظائف الجزيئات الحيوية.
تساهم الضيائية الإشعاعية بشكل كبير في تقدم العلوم والتكنولوجيا، وتساعد في توفير حلول عملية لمشكلات متعددة في حياتنا اليومية. 

## التريتيوم
يستخدم التريتيوم مصدراً لجسيمات بيتا في مجموعة كبيرة ومتنوعة من التطبيقات التي لا يمكن استخدام الكهرباء بها كمصدر للضوء، على سبيل المثال مهدافات البنادق، وعلامات مخارج الطوارئ.

## الراديوم

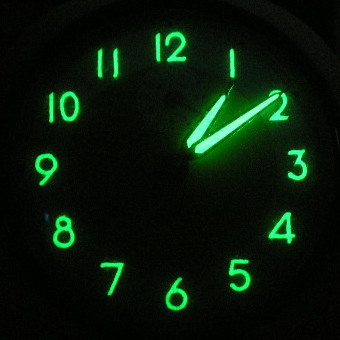
ساعة راديوم من عام 1950، تزداد سطوعًا كلما ازداد المكان ظلامًا

تاريخيًا، كان يستخدم خليط من الراديوم وكبريتيد الزنك والنحاس المشوّب لتعطي أداة تُصدر وهج أخضر، الفسفورات المحتوية على النحاس المشوّب وكبريتيد الزنك تُسفر عنها ضوء ما بين الأخضر والأزرق (سيان)، والنحاس والمنجنيز المشوب وكبريتيد الزنك يُسفِر عنه ضوء ما بين الأصفر والبرتقالي (عنبري)، ولم يعد يستخدم الراديوم كطلاء إنارة لخطورة الإشعاعات على من يستعملها، هذه المواد الفوسفورية ليست مناسبة للاستخدام في طبقات أكثر سمكاً من 25 ملغم / سم²، كما أن ذاتية الامتصاص للضوء تُصبح مشكلة. علاوة على ذلك، فإنَّ كبريتيد الزنك يخضع لتدهور بيئة هيكل الشعري الكريستالي مما يؤدي إلى الفقدان التدريجي للسطوع وأسرع بكثير من استنزاف الراديوم.
استُخدم كبريتيد الزنك كشاشة في منظار نفيح الراديوم من قبل إرنست رذرفورد في تجاربه لاكتشاف نواة الذرة، حيثُ صُمِّمَ هذا الجهاز لكشف جسيمات ألفا وقد اخترعه وليام كروكس.

## الآلية (كيمياء)
تحدث الضيائية الإشعاعية عندما يصطدم جسيم الإشعاع بذرة أو جزيء، وتثير إلكترون إلى مستوى طاقة أعلى، ثم يعود الإلكترون إلى مستواه الافتراضي عن طريق انبعاث الطاقة الزائدة على شكل فوتون من الضوء.